# Warm River (Idaho)
Warm River es una ciudad ubicada en el condado de Fremont en el estado estadounidense de Idaho. En el Censo de 2010 tenía una población de 3 habitantes y una densidad poblacional de 1,57 personas por km².

## Geografía
Warm River se encuentra ubicada en las coordenadas 48°18′43″N 116°31′2″O / 48.31194, -116.51722. Según la Oficina del Censo de los Estados Unidos, Warm River tiene una superficie total de 1.91 km², de la cual 1.88 km² corresponden a tierra firme y (1.76%) 0.03 km² es agua.

## Demografía
Según el censo de 2010, había 3 personas residiendo en Warm River. La densidad de población era de 1,57 hab./km². De los 3 habitantes, Warm River estaba compuesto por el 100% blancos, el 0% eran afroamericanos, el 0% eran amerindios, el 0% eran asiáticos, el 0% eran isleños del Pacífico, el 0% eran de otras razas y el 0% pertenecían a dos o más razas. Del total de la población el 0% eran hispanos o latinos de cualquier raza.